# امی (خواننده نروژی)
امی کریستینه گوتولسرود کریستیانسن (انگلیسی: Emmy Kristine Guttulsrud Kristiansen؛ زادهٔ ۱۳ سپتامبر ۲۰۰۰) که با نام هنری امی (Emmy) شناخته می‌شود، خواننده و ترانه‌سرای اهل نروژ است. او نمایندهٔ ایرلند در یوروویژن ۲۰۲۵ بود و با ترانهٔ «Laika Party» در این رقابت شرکت کرد.

## زندگی‌نامه
کریستیانسن اهل روستای سانده در بخش هولمستران، نروژ است. او در دوران کودکی در یک گروه کر آواز می‌خواند. در سال ۲۰۱۵ و در سن ۱۴ سالگی، با ترانه‌ای به نام «آی آی آی آی» (Aiaiaiai) در برنامهٔ موسیقی نوجوانان ملودی گراند پری جونیور شرکت کرد؛ پیش‌تر، برادر بزرگ‌ترش ارلند نیز در سال ۲۰۱۱ در همین رقابت حضور یافته بود.
امی در سال ۲۰۲۱ در رقابت ملودی گراند پری ۲۰۲۱، مرحلهٔ نهایی ملی نروژ برای انتخاب نمایندهٔ این کشور در مسابقه آواز یوروویژن ۲۰۲۱، شرکت کرد. او با ترانهٔ «جنگل جادو» (Witch Woods) از مرحلهٔ سوم نیمه‌نهایی به فینال راه یافت، اما موفق نشد به فینال طلایی مسابقه صعود کند.
امی یکی از اعضای هیئت داوران نروژ در مسابقه آواز یوروویژن ۲۰۲۳ بود.
در رقابت ملودی گراند پری ۲۰۲۴، امی به عنوان ترانه‌سرا در ترانهٔ «نمایش زن» با اجرای مشترک ماتیلده اس‌پی‌زی، کریس آرچر و اسلم دانک مشارکت داشت. او افزون بر فعالیت‌های خود در نروژ، از طریق حساب کاربری‌اش در تیک‌تاک نیز مخاطبانی در خارج از کشورش به‌دست‌آورد و در نهایت بیش از یک میلیون دنبال‌کننده جذب کرد.
در ژانویهٔ ۲۰۲۵، اعلام شد که امی با ترانهٔ «مهمانی لایکا» (Laika Party) در رقابت یوروسانگ ۲۰۲۵، مرحلهٔ نهایی ملی ایرلند برای انتخاب نماینده در مسابقهٔ آواز یوروویژن ۲۰۲۵، شرکت خواهد کرد. این ترانه با همکاری امی، یک ترانه‌سرای ایرلندی و سه ترانه‌سرای نروژی نوشته شده بود. ترانه در ابتدا برای رقابت در ملودی گراند پری ۲۰۲۵ به شبکهٔ نروژی ان‌ارکو ارائه شده بود، اما مورد پذیرش قرار نگرفت. در مرحلهٔ نهایی ملی ایرلند، برنده از طریق ترکیبی از رأی مردمی، هیئت داوران ملی و هیئت داوران بین‌المللی انتخاب شد. امی بالاترین امتیاز را از رأی مردمی و داوران ملی کسب کرد و در رأی هیئت داوران بین‌المللی دوم شد و در نتیجه حق نمایندگی ایرلند را به دست آورد. ایرلند در قرعه‌کشی، برای اجرا در دومین نیمه‌نهایی یوروویژن در تاریخ ۱۵ مه انتخاب شد و در نیمهٔ نخست این برنامه اجرا داشت. با این حال، ترانهٔ «مهمانی لایکا» موفق به راه‌یابی به مرحلهٔ فینال نشد.
امی همچنین به عنوان ترانه‌سرا در ترانهٔ «Ramtai» از گروه سیتی زنی مشارکت داشت؛ این ترانه در رقابت سوپِرنووا ۲۰۲۵، مرحلهٔ نهایی ملی لتونی برای مسابقهٔ آواز یوروویژن، به مقام سوم دست یافت.